# Youwarou
Youwarou is een gemeente (commune) in de regio Mopti in Mali. De gemeente telt 23.300 inwoners (2009).